# Filicrisia smitti
Filicrisia smitti är en mossdjursart som först beskrevs av Arnold Girard Kluge 1946.  Filicrisia smitti ingår i släktet Filicrisia och familjen Crisiidae. Arten är reproducerande i Sverige. Inga underarter finns listade i Catalogue of Life.